# ワージングFC
ワージング・フットボールクラブ（Worthing Football Club）はイングランド、ウェスト・サセックス州、ワージングを本拠地とするサッカークラブチームである。2022-23シーズンはナショナルリーグ・サウス（6部相当）に所属。

## タイトル

### 国内タイトル
- サセックス・カウンティーズリーグ:7回

1920-1921,1921-1922,1926-1927,1928-1929,1930-1931,1933-1934,1938-1939
- サセックス・カウンティーズリーグ・ウェスタンディヴィジョン:1回

1945-1946
- イスミアンリーグ・ディヴィジョン2:2回

1981-1982,1992-1993
- イスミアンリーグ・ディヴィジョン1:1回

1982-1983

### 国際タイトル
- なし